# Vanceburg
La ville américaine de Vanceburg est le siège du comté de Lewis, dans l'État du Kentucky. Lors du recensement de 2000, elle comptait 1 731 habitants.

## Histoire
Fondée en 1797, la ville a été nommée en hommage à l’un des premiers habitants, Joseph Vance.

## Source
- (en) Cet article est partiellement ou en totalité issu de l’article de Wikipédia en anglais intitulé « Vanceburg, Kentucky » (voir la liste des auteurs).